# Friedrichsdorf
Friedrichsdorf est une ville de Hesse (Allemagne), située dans l'arrondissement du Haut-Taunus, dans le district de Darmstadt. La ville de Friedrichsdorf est située près de Francfort-sur-le-Main.

## Histoire
| Appartenances historiques Landgraviat de Hesse-Hombourg 1686–1866 Grand-duché de Hesse 1866–1918 République de Weimar 1918–1933 Reich allemand 1933–1945 Allemagne occupée 1945–1949 Allemagne 1949–présent |

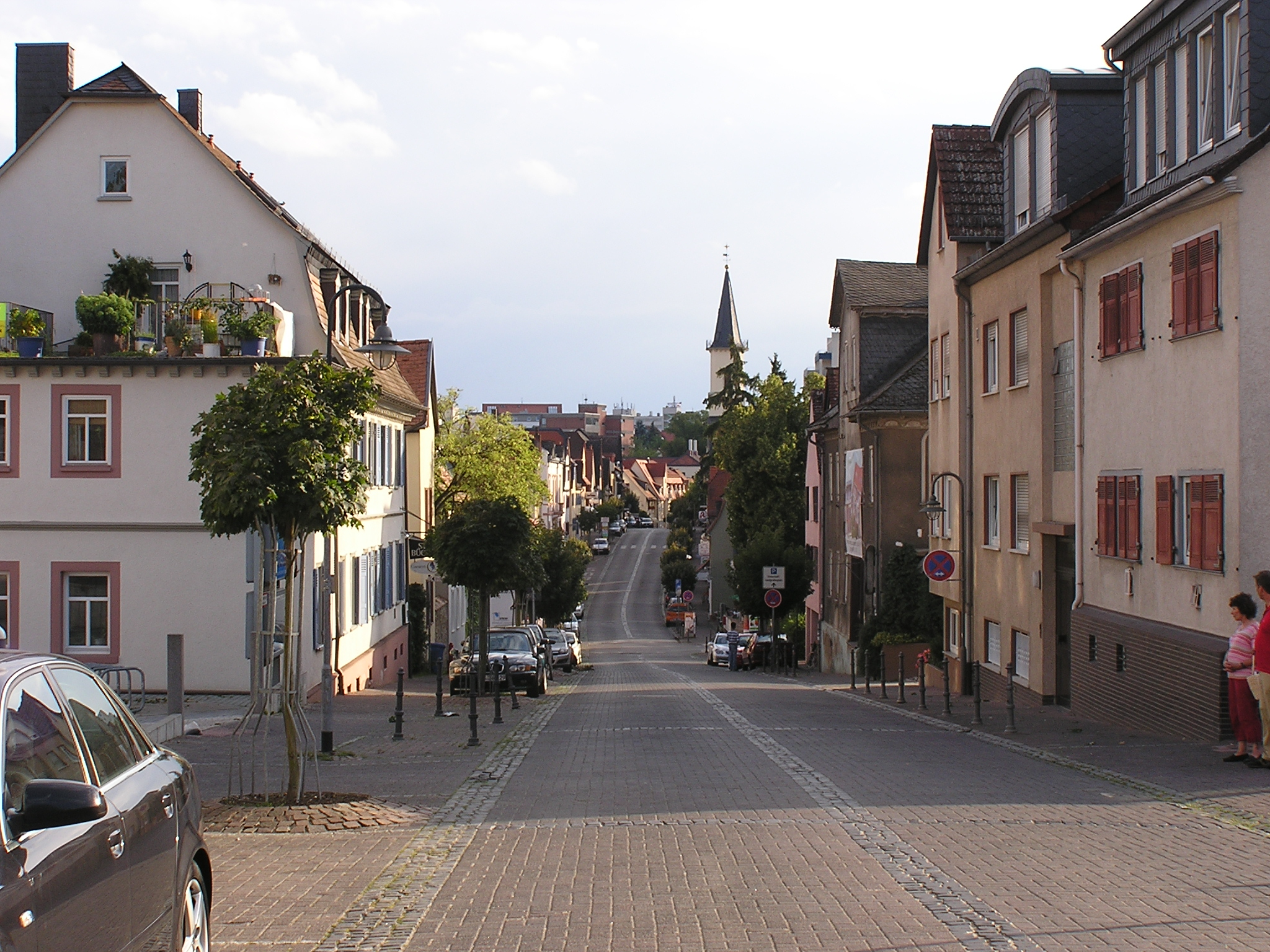
Hugenottenstraße (Rue des Huguenots)

Elle a été fondée en 1686 par des réfugiés huguenots français, à l'initiative du prince Frédéric II, landgrave de Hesse-Hombourg.
Le français a été pratiqué dans cette ville comme langue principale jusqu'au milieu du XXe siècle.
Plusieurs familles viennent de « Bohin en Picardie » c’est-à-dire du hameau de « Rue de Bohain » qui fait maintenant partie de Lemé. D'autres familles étaient originaires d'Île-de-France et de Champagne. Trois familles venaient du Languedoc : les Fabre, Privat et Désor. Les 17 premières familles avaient reçu 68 arpents, les 19 suivantes, 31 arpents. Un nouveau contingent de réfugiés est arrivé en 1699. Des émigrés Vaudois sont venus s'installer à proximité, dans un lieu qui a pris le nom de Dornholzhausen. Le 23 mars 1700, tous les réfugiés huguenots, réunis dans la cour du château de Hombourg ont prêté serment de fidélité au prince. À cette époque Friedrichsdorf comptait déjà 50 feux. La première industrie installée en 1700 était une tannerie.

## Transport ferroviaire

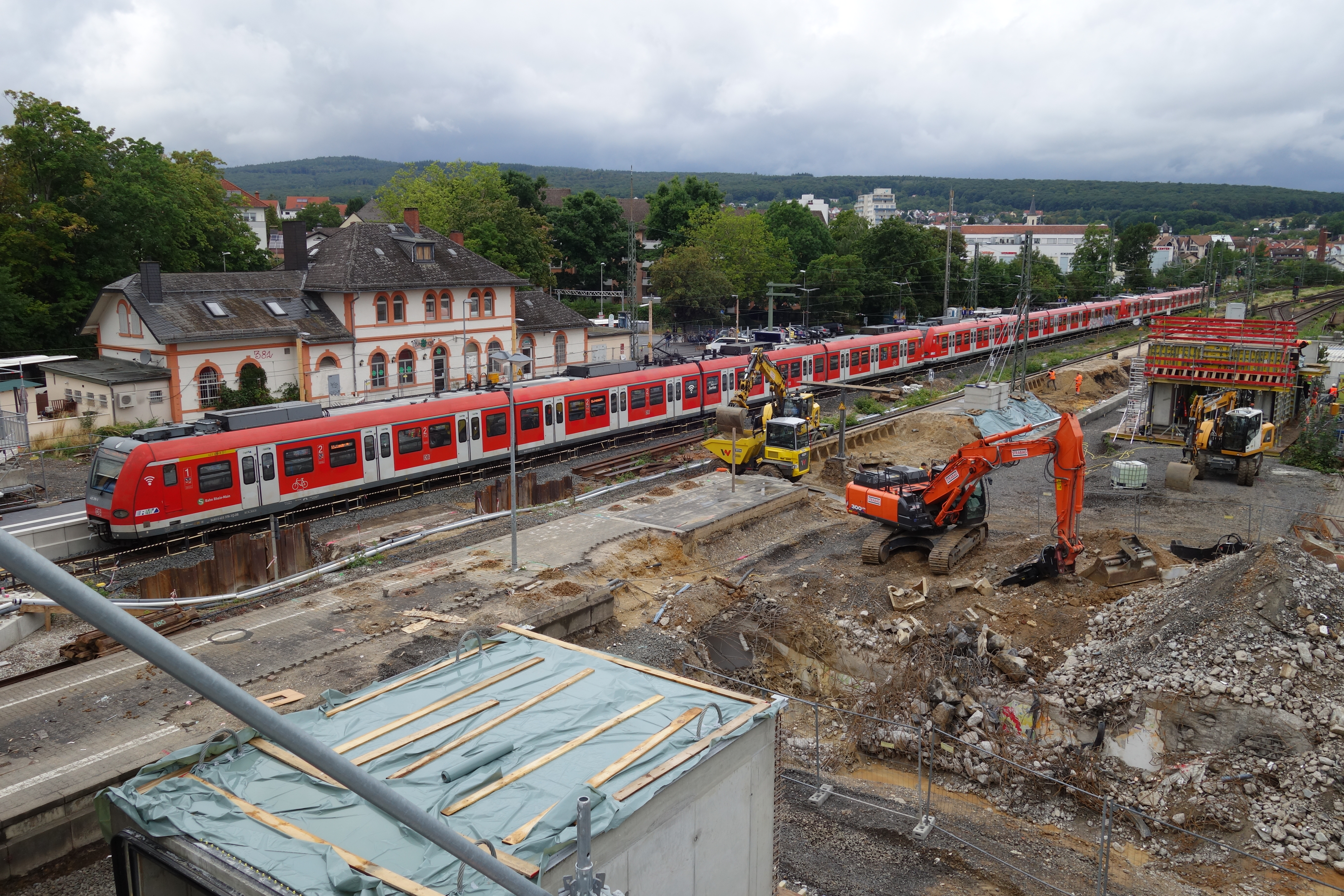
Gare de Friedrichsdorf lors de la modernisation en 2023 avec un train de la S-Bahn Rhin-Main

À la gare de Friedrichsdorf il y a des correspondances vers Francfort (par la S-Bahn Rhin-Main), Friedberg et Waldsolms-Brandoberndorf.

## Jumelage
- Houilles (France) depuis 1973.